# Cephalotes pavonii
Espèce
Cephalotes pavonii est une espèce de fourmis arboricoles de la sous-famille des Myrmicinae.

## Répartition
Cette espèce se rencontre depuis la Colombie jusqu'à l'État du Parana et le Paraguay. Elle est également présente sur la côte est en Guyane française, au Suriname et dans le Guyana.

## Classification
Le nom valide complet (avec auteur) de ce taxon est Cephalotes pavonii (Latreille, 1809).
L'espèce a été initialement classée dans le genre Cryptocerus sous le protonyme Cryptocerus pavonii Latreille, 1809.
Cephalotes pavonii a pour synonyme :
- Cryptocerus pavonii Latreille, 1809
- Paracryptocerus pavonii (Latreille, 1809)
- Zacryptocerus pavonii (Latreille, 1809)